# Zwitserland op het Eurovisiesongfestival 1969
Zwitserland nam deel aan het  Eurovisiesongfestival 1969, gehouden in Madrid, Spanje  het was de 14de deelname van het land. 

## Selectieprocedure
Zangeres Paola del Medico was geselecteerd door Zwitserse omroep om haar land te vertegenwoordigen. Het was de derde keer dat het Zwitserse lied niet door Concours Eurovision werd gekozen. Het lied Bonjour, bonjour was speciaal voor het festival geschreven. 
Op het songfestival van 1969 werd Paola 5de met haar lied ze kreeg er 13 punten voor.
1956 · 1957 · 1958 · 1959 · 1960 · 1961 · 1962 · 1963 · 1964 · 1965 · 1966 · 1967 · 1968 · 1969 · 1970 · 1971 · 1972 · 1973 · 1974 · 1975 · 1976 · 1977 · 1978 · 1979 · 1980 · 1981 · 1982 · 1983 · 1984 · 1985 · 1986 · 1987 · 1988 · 1989 · 1990 · 1991 · 1992 · 1993 · 1994 · 1995 · 1996 · 1997 · 1998 · 1999 · 2000 · 2001 · 2002 · 2003 · 2004 · 2005 · 2006 · 2007 · 2008 · 2009 · 2010 · 2011 · 2012 · 2013 · 2014 · 2015 · 2016 · 2017 · 2018 · 2019 · 2020 · 2021 · 2022 · 2023 · 2024 · 2025